# Микусиньский, Виктор
Виктор Ежи Микусиньский (пол. Wiktor Jerzy Mikusiński; 6 декабря 1946, Каменна-Гура) — польский офицер правоохранительных органов, профсоюзный и общественно-политический деятель. В ПНР — сотрудник гражданской милиции, организатор независимого профсоюза милиционеров, участник движения Солидарность. Интернирован при военном положении, после освобождения был активистом нелегальных групп, автором и редактором подпольных изданий. Участник Круглого стола в 1989. После смены общественно-политического строя Польши занимал руководящие посты в столичной комендатуре полиции. Состоял в христианско-демократической партии сторонников Леха Валенсы. Один из основателей Ассоциации ветеранов милицейского профсоюза «Достоинство».

## Офицер милиции
Родился в семье солдата Армии Крайовой из промышленного города Нижней Силезии. Учился на окончил юридическом факультете Варшавского университета. Участвовал в студенческих волнениях 1968, был избит при разгоне милицейской дубинкой. В 1970 окончил университет. Работал юристом потребкооперации.
Материальные трудности побудили Виктора Микусиньского сменить работу. В 1973 он поступил на службу в гражданскую милицию (MO), которая оплачивалась втрое выше прежней деятельности. В 1975 Микусиньский окончил аспирантуру Академии МВД ПНР. Служил в столичной комендатуре милиции (КСМО). Был инспектором секции раскрытия убийств, начальником секции криминальной милиции следственного отдела. Имел звание поручика гражданской милиции. С 1965 состоял в Союзе социалистической польской молодёжи, с 1976 — в правящей компартии ПОРП.
Впоследствии Виктор Микусиньский рассказывал о высокой преступности в Варшаве, сокрытии реальных показателей, беззаконном вмешательстве Службы госбезопасности (СБ), начальственных привилегиях, неправовом насилии и блате — нормах милицейской службы ПНР 1970-х.

## Милицейский профсоюз
В 1980 Польшу охватило массовое забастовочное движение. Руководство ПОРП вынуждено было пойти на уступки и согласиться с созданием независимого профсоюза Солидарность. Сторонники преобразований выступали и в гражданской милиции. Многие рядовые милиционеры были недовольны трудными условиями работы, низкими зарплатами, некомпетентностью начальства, партийным диктатом, необходимостью выполнять приказы СБ. Подчинение MO аппарату ПОРП и СБ рассматривалось как причина негативного отношения общества к сотрудникам милиции. Быдгощский кризис в марте 1981 спровоцировал резкий рост общественного отторжения милиции. В рядах MO усилилось недовольство, началось движение за создание независимого милицейского профсоюза.
Поручик Микусиньский стал одним из лидеров этого движения в Варшаве. 27 мая 1981 он вошёл в состав Временного учредительного комитета (TKZ) профсоюза сотрудников милиции. 1 июня 1981 на съезде в Варшаве был учреждён Профсоюз сотрудников гражданской милиции — ZZ FMO (участвовали около 700 делегатов; параллельно около 120 делегатов собрались на аналогичный съезд в Катовице). Основатели ZZ FMO требовали прекратить использование милиции для политического насилия, устранить из милиции аппарат ПОРП, разделить структуры милиции и госбезопасности (MO и СБ были объединены в системе МВД ПНР), улучшить социально-бытовые условия и упростить порядок милицейской службы, гарантировать для милиционеров свободу личных убеждений. Делегаты сформировали Всепольский учредительный комитет — OKZ ZZ FMO. Первым председателем был избран Виктор Микусиньский.
Руководство МВД ПНР резко негативно отнеслось к инициативе ZZ FMO. 2—7 июня шли переговоры между учредителями ZZ FMO и специальным Координационным комитетом Совета министров ПНР. 5 июня Микусиньский подписал соглашение. После этого он счёл невозможным оставаться председателем OKZ. 9 июня, на втором этапе съезда ZZ FMO, Микусиньский подал в отставку — его сменил сержант патрульного батальона КСМО Иренеуш Сераньский. Микусиньский остался членом OKZ и продолжил профсоюзную деятельность.
С июня по декабрь 1981 из MO были уволены около 120 сотрудников, присоединившихся к ZZ FMO. У сотен активистов взяли подписки об отказе от профсоюзной деятельности. СБ приняла директиву выявлять и жёстко пресекать такого рода попытки. Виктор Микусиньский уволен 31 августа, затем исключён из ПОРП.
Микусиньский сохранил связи и авторитет в милиции. Как юрист и профсоюзный активист он добивался регистрации ZZ FMO в Варшавском воеводском суде. После полученного отказа стал одним из лидеров Протестного комитета милицейского профсоюза. Участвовал в протестной акции 25 сентября — занятии варшавского милицейского спорткомплекса Хала Гвардии — пресечённой вмешательством ЗОМО.
Впоследствии Микусиньский отмечал, что активисты «Солидарности» склонны были преувеличивать силу и влияние милицейского профсоюза. Этому способствовали разговоры о генералах MO и СБ, воеводских комендантах, якобы тайно сочувствующих ZZ FMO, о способности гарантировать нейтралитет милиции в столкновении правящей партии с независимым профсоюзом. Реальное положение было далеко от таких картин. Партийно-государственное руководство вполне контролировало органы МВД и могло опереться на них в противостоянии и репрессиях. Предупреждения же осведомлённых членов ZZ FMO о предстоящем военно-силовом подавлении, как правило, игнорировались.

Постановление Всепольской комиссии «Солидарности» о поддержке профсоюза милиции уже не имело никакого значения. 13 декабря все вместе приземлились в лагерях интернирования.

Виктор Микусиньский

## Интернирование и подполье
13 декабря 1981 в Польше было введено военное положение. Начались аресты и интернирование оппозиционных активистов, в том числе лидеров ZZ FMO. Виктор Микусиньский скрывался в подполье до 18 февраля 1982, когда был схвачен СБ в результате спецоперации СБ и организованной засады. В течение года находился в местах интернирования Бялоленки (Варшава) и Пясок (Кельце).
Заявление об отказе от антиправительственной деятельности Микусиньский подписывать отказался. Попытка вербовки потерпела полную неудачу. В отчёте СБ отмечались категорический отказ Микусиньского от какого-либо «диалога» и его «высокомерное» поведение с агентами госбезопасности. Находясь в лагере интернирования, Микусиньский написал воззвание к сотрудникам милиции:

Безжалостные законы военного положения не отменяют обязанности быть человеком. Да не убьёт страх нашу совесть. Остерегайтесь бездумного усердия и жестокости. Не позволим поставить себя вне общества и нации. «Солидарность» стояла за наш союз ещё до 13 декабря. Наше будущее неразрывно связано с судьбой всего народа, ведь мы его сыновья.

Освободившись 23 декабря 1982, Виктор Микусиньский примкнул к нелегальной группе активистов ZZ FMO и подпольным структурам «Солидарности». Участвовал в выпуске и распространении нелегальных изданий, специализировался на текстах правового характера. Сотрудничал с подпольным издательством Nowa. Журнал Godność — Достоинство характеризовался СБ как «дискредитирующий офицеров Гражданской милиции и Службы безопасности, подрывающий позиции ПНР в Организации Варшавского договора». В 1985 Микусиньский организовал распространение среди сотрудников МВД правозащитного издания Nasza Sprawa — Наше дело.
Жил Виктор Микусиньский случайными заработками от физического труда. Состоял в руководстве Польской ассоциации рыболовов. В конце 1980-х принял участие в воссоздании Сельской Солидарности, редактировал журнал крестьян-единоличников.

## Полиция и политика
Виктор Микусиньский принял активное участие в демократическом транзите и смене общественно-политического строя Польши. В 1989 участвовал в Круглом столе (подгруппа по сельскому хозяйству). Был председателем комитета по вопросам безопасности Гражданского комитета «Солидарности» в Жолибоже, редактировал печатный орган комитета. Избирался депутатом Жолибожского совета. Был сотрудником аппарата сенатского комитета по экономике.
В 1990 Виктор Микусиньский вернулся на службу в новую полицию Польши. Занимал руководящие посты в столичной комендатуре, некоторое время исполнял обязанности коменданта. В 1994 вышел на пенсию.
В 1996—2000 был членом Мазовецкого политсовета правоцентристской христианско-демократической партии сторонников Леха Валенсы Движение Ста. В 2006 Виктор Микусиньский стал первым председателем Ассоциации бывших сотрудников гражданской милиции, репрессированных за профсоюзную и политическую деятельность в 1981—1989 годах — SFMO «Godność» (Ассоциация «Достоинство»). Награждён Золотым крестом Заслуги, орденом Возрождения Польши, Крестом Свободы и Солидарности.
Виктор Микусиньский регулярно высказывается по политическому и правовому положению в стране. В целом он положительно оценивает свершившиеся преобразования, в том числе новую полицейскую службу. Однако Микусиньский осуждает «системные изменения в сторону авторитарного государства, проводимые ПиС» — по его мнению, «полиция превращается в институт, обслуживающий монопартийность». Он участвовал в уличных протестах против политики Ярослава Качиньского и усматривал в поведении полиции не только избыточную репрессивность, но и общие черты с милицией ПНР (особенно среди полицейских, «принадлежащих к электорату ПиС»). Микусиньский высказывает тревогу, что современная полиция может, подобно милиции коммунистического периода, сконцентрировать на себе массовую ненависть к правящей элите. Он считает в принципе возможным появление в полиции оппозиционной группы, подобной ZZ FMO, но не видит тому реальных признаков. Со своей стороны, призывает соблюдать конституционный порядок и демократические нормы, решать конфликты путём общественной дискуссии.
В 2022 Ассоциация вольного слова издала книгу Виктора Микусиньского Bunt milicjantów. Ruch reformatorsko-związkowy funkcjonariuszy Milicji Miejskiej i Milicji Obywatelskiej w garnizonie stołecznym w latach 1918-1919, 1980-1981 i 1989-1990 - Бунт милиционеров. Движение реформаторского союза сотрудников городской милиции и гражданской милиции в столичном гарнизоне 1918—1919, 1980—1981 и 1989—1990.